# Systellopus obtusus
Systellopus obtusus är en skalbaggsart som beskrevs av Sharp 1877. Systellopus obtusus ingår i släktet Systellopus och familjen Melolonthidae. Inga underarter finns listade i Catalogue of Life.